# Altes Greetsieler Sieltief

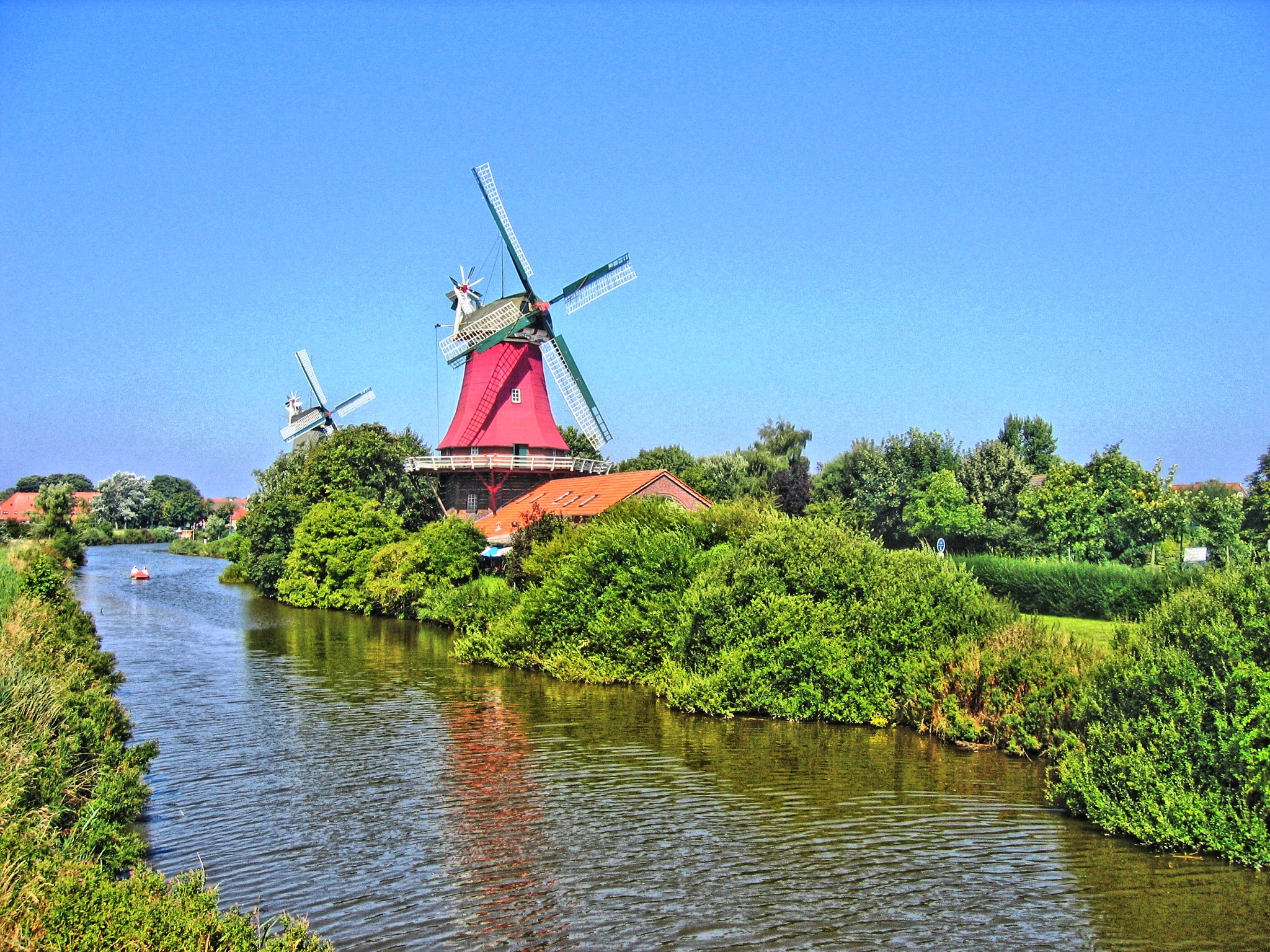
Das alte Greetsieler Sieltief mit dem Wahrzeichen des Ortsteils Greetsiel, den Greetsieler Zwillingsmühlen

Das Alte Greetsieler Sieltief ist ein Wasserlauf in den Gemeinden Krummhörn, Hinte und Wirdum im Landkreis Aurich in Ostfriesland. Es handelt sich dabei, wie bei den meisten Tiefs in der Region, um ein (großteils) künstlich angelegtes oder ausgebautes Gewässer. Wie der Name bereits andeutet, dient es der Entwässerung der nur wenig über und teils auch unter Normalhöhennull liegenden Region durch ein Siel, in diesem Fall dasjenige in Greetsiel.

## Verlauf

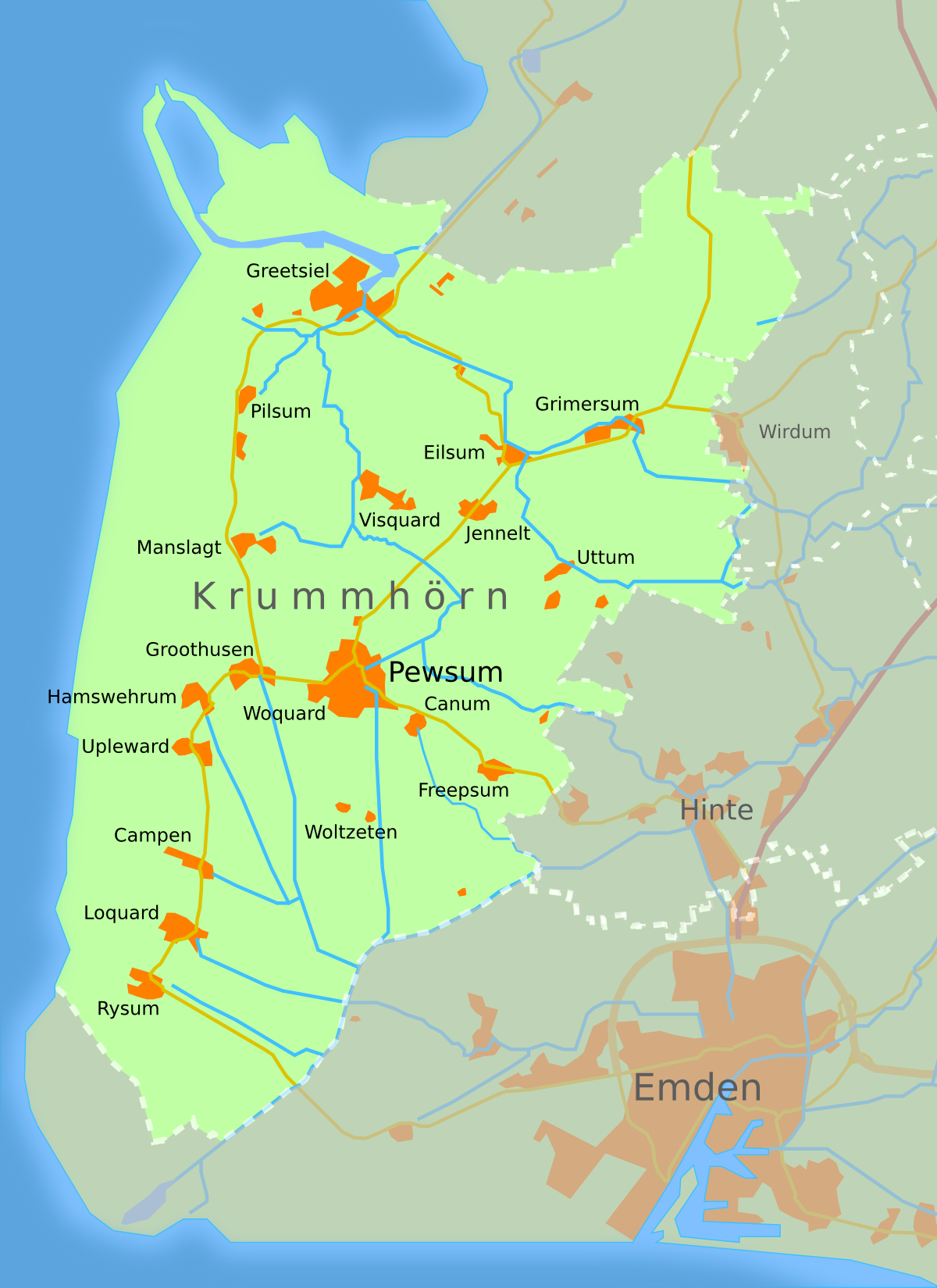
Karte der Region Emden/Hinte/Krummhörn: Das Alte Greetsieler Sieltief verläuft von Greetsiel (in der Karte oben links) nach Loppersum (Mitte rechts)

Das Alte Greetsieler Sieltief zweigt im Norden der Ortschaft Loppersum in der Gemeinde Hinte vom Knockster Tief ab und fließt in nordwestlicher Richtung durch die Gemarkung der Hinteraner Ortschaft Canhusen. Dort verläuft es für wenige Hundert Meter in westlicher Richtung und bildet die Grenze zur Gemeinde Wirdum. Nahe dem früheren Kloster Aland wechselt es seine Richtung auf Nord und südlich des Ortes Wirdum auf West. Vor der Krummhörner Ortschaft Grimersum knickt es gen Norden ab und umfließt den genannten Ort dann wiederum in westlicher Richtung. In Eilsum bildet es ebenfalls einen nördlich um den Ort verlaufenden Bogen, um dann in etwa westnordwestlicher Richtung nach Greetsiel zu fließen. In dem Sielort umschließt das Alte Greetsieler Sieltief zusammen mit dem Neuen Greetsieler Sieltief den historischen Ortskern und fließt durch ein Siel in den Greetsieler Hafen, der über das in den 1990er Jahren gebaute Speicherbecken der Leyhörn in die Außenems und damit die Nordsee entwässert.

## Nebengewässer
Nahe Abbingwehr fließt das Abbingwehrer Tief zu. In der Gemarkung Canhusen nimmt das Alte Greetsieler Sieltief das Canhuser Tief auf, einen kurzen Stichkanal, der die genannte Ortschaft anbindet. An der Grenze der Gemeinden Hinte und Wirdum mündet die aus Richtung Marienhafe kommende Abelitz in das Tief ein. Etwas weiter westlich zweigt das Uttumer Tief ab und fließt auf diese Ortschaft zu, um weiter nordwestlich bei Eilsum wieder in das Alte Greetsieler Sieltief einzumünden. Südlich von Wirdum bildet ein – auch offiziell so genannter – Durchstich eine weitere Verbindung zur Abelitz. Unmittelbar südlich von Wirdum zweigt das Wirdumer Tief ab, bei dem es sich wie im Falle des Canhuser Tiefs um einen kurzen Stichkanal handelt. In Grimersum fließt der Schoonorther Polderschloot, ein größerer Entwässerungsgraben, dem Tief zu. Er dient der Entwässerung des nach 1603 angelegten, mehrere Hundert Hektar großen Polders Schoonorth.

## Verkehrliche Bedeutung
Jahrhundertelang waren die natürlichen Tiefs und die Entwässerungskanäle, die die Krummhörn in einem dichten Netz durchziehen, der wichtigste Verkehrsträger. Über Gräben und Kanäle waren nicht nur die Dörfer, sondern auch viele Hofstellen mit der Stadt Emden und dem Hafenort Greetsiel verbunden. Besonders der Bootsverkehr mit Emden war von Bedeutung. Dorfschiffer übernahmen die Versorgung der Orte mit Gütern aus der Stadt und lieferten in der Gegenrichtung landwirtschaftliche Produkte: „Vom Sielhafenort transportierten kleinere Schiffe, sog. Loogschiffe, die umgeschlagene Fracht ins Binnenland und versorgten die Marschdörfer (loog = Dorf). Bis ins 20. Jahrhundert belebten die Loogschiffe aus der Krummhörn die Kanäle der Stadt Emden.“
Torf, der zumeist in den ostfriesischen Fehnen gewonnen wurde, spielte über Jahrhunderte eine wichtige Rolle als Heizmaterial für die Bewohner der Krummhörn. Die Torfschiffe brachten das Material auf dem ostfriesischen Kanalnetz bis in die Dörfer der Krummhörn. Auf ihrer Rückfahrt in die Fehnsiedlungen nahmen die Torfschiffer oftmals Kleiboden aus der Marsch sowie den Dung des Viehs mit, mit dem sie zu Hause ihre abgetorften Flächen düngten.

## Entwässerung
Das Alte Greetsieler Sieltief ist neben dem Neuen Greetsieler Sieltief und dem Knockster Tief einer der Hauptvorfluter für weite Teile des südwestlichen Ostfriesland. Zusammen mit seinen Nebengewässern entwässert es einen Teil die Kommunen Hinte, Krummhörn, Südbrookmerland und Samtgemeinde Brookmerland. Zuständig für die Unterhaltung des Neuen Greetsieler Sieltiefs und seiner Nebengewässer ist der I. Entwässerungsverband Emden mit Sitz in Pewsum, dem Hauptort der Krummhörn. Weite Teile des Verbandsgebietes liegen unter Normalhöhennull, so dass ohne ausreichende Entwässerung bei anhaltenden Niederschlägen jene Gebiete unter Wasser stehen würden.

## Tourismus
Das Alte Greetsieler Sieltief hat heute für den Warentransport keinerlei Bedeutung mehr. Jedoch wird es von Wassersportlern (Kanuten, Bootfahrern) in ihrer Freizeit genutzt. Allerdings besteht in Greetsiel kein unmittelbarer Zugang zur Außenems, da es dort keine Schleuse gibt. Die Verbindung zur Hochsee kann für Motorboote daher nur über die Seeschleusen in Emden erfolgen. Kanuten hingegen können in Greetsiel ihr Gefährt am Siel in den Hafen umtragen.